# 老集镇
老集镇，是中华人民共和国安徽省阜阳市临泉县下辖的一个乡镇级行政单位。

## 行政区划
老集镇下辖以下地区：
老集村、于小寨村、前于庄村、南刘寨村、崔庄村、东马寨村、南于楼村、李大庄村、顺河村、李湖村、赫庄村和周庄户村。